# Grand Prix-wegrace van Hongarije
De Grand Prix van Hongarije voor motorfietsen was een motorsportrace, die in 1990 en 1992 werd verreden en meetelde voor het wereldkampioenschap wegrace. Het evenement vond plaats op de Hungaroring.
De race zou in 2010 terugkeren op de kalender op de Balatonring, maar deze terugkeer ging niet door en de race werd vervangen door de Grand Prix van Aragón.

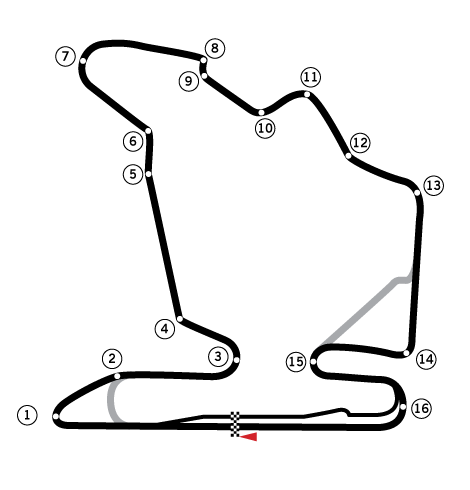
Hungaroring

## Statistiek
| Editie | Seizoen | Circuit     | Klasse  | Winnaar                           | Tweede                            | Derde                            | Poleposition                      | Snelste ronde                    |
| ------ | ------- | ----------- | ------- | --------------------------------- | --------------------------------- | -------------------------------- | --------------------------------- | -------------------------------- |
| 1      | 1990    | Hungaroring | 125 cc  | Loris Capirossi (Honda)           | Heinz Lüthi (Honda)               | Bruno Casanova (Honda)           | Bruno Casanova (Honda)            | Bruno Casanova (Honda)           |
| 1      | 1990    | Hungaroring | 250 cc  | John Kocinski (Yamaha)            | Helmut Bradl (Honda)              | Carlos Cardús (Honda)            | John Kocinski (Yamaha)            | John Kocinski (Yamaha)           |
| 1      | 1990    | Hungaroring | 500 cc  | Mick Doohan (Honda)               | Eddie Lawson (Yamaha)             | Kevin Schwantz (Suzuki)          | Mick Doohan (Honda)               | Mick Doohan (Honda)              |
| 1      | 1990    | Hungaroring | Zijspan | P. Güdel / C. Güdel (LCR-Yamaha)  | Biland / Waltisperg (LCR-Krauser) | Streuer / Whiteside (LCR-Yamaha) | Michel / Birchall (LCR-Krauser)   | P. Güdel / C. Güdel (LCR-Yamaha) |
|        |         |             |         |                                   |                                   |                                  |                                   |                                  |
| 2      | 1992    | Hungaroring | 125 cc  | Alessandro Gramigni (Aprilia)     | Ralf Waldmann (Honda)             | Fausto Gresini (Honda)           | Alessandro Gramigni (Aprilia)     | Fausto Gresini (Honda)           |
| 2      | 1992    | Hungaroring | 250 cc  | Luca Cadalora (Honda)             | Loris Reggiani (Aprilia)          | Alberto Puig (Aprilia)           | Luca Cadalora (Honda)             | Pierfrancesco Chili (Aprilia)    |
| 2      | 1992    | Hungaroring | 500 cc  | Eddie Lawson (Cagiva)             | Doug Chandler (Suzuki)            | Randy Mamola (Yamaha)            | Doug Chandler (Suzuki)            | Alex Barros (Cagiva)             |
| 2      | 1992    | Hungaroring | Zijspan | Biland / Waltisperg (LCR-Krauser) | Webster / Simmons (LCR-ADM)       | Klaffenböck / Parzer (LCR-ADM)   | Biland / Waltisperg (LCR-Krauser) | Webster / Simmons (LCR-ADM)      |

## Noot
1. ↑  Officieel vond er geen telling plaats

1990 · 1992 · 2025